# Lapa (Quintela)
Lapa é uma pequena localidade portuguesa da freguesia de Quintela, do Município de Sernancelhe e Distrito de Viseu.
Foi vila e sede do concelho de mesmo nome.

## Cronologia
- 1740, 18 Julho - elevação à categoria de Vila e concelho por D. João V, com a freguesia de Quintela
- 1781, 26 Maio - D. Maria I atribui-lhe foral
- 1885, 24 Outubro - extinção do concelho[1][2]

## Património
- Pelourinho de Quintela